# Boosie Badazz
Boosie Badazz, anciennement Lil' Boosie, de son vrai nom Torrence Hatch (né le 14 novembre 1982 à Baton Rouge en Louisiane), est un rappeur américain. Son surnom Boosie lui est attribué par sa famille. Il se lance dans la musique en se joignant à un groupe appelé Concentration Camp. À 17 ans, il enregistre son premier album, Youngest of da Camp, publié en 2000, produit par Happy Perez, et fait participer C-Loc, Max Minelli et Donkey.
De 2009 à 2014, il purge une peine de prison au pénitencier de l'État de Louisiane pour port d'armes à feu et possession de stupéfiants. Il est libéré le 5 mars 2014. Le 20 octobre 2014, Lil Boosie change de nom pour Boosie Badazz,. Le 26 novembre 2015, il annonce à ses fans, via les réseaux sociaux, qu'il est atteint d'un cancer des reins, qui sera opéré avec succès.

## Biographie

### Enfance et débuts
Le cousin de Lil Boosie, Young Bleed, présente Boosie au rappeur C-Loc, lui aussi originaire de Baton Rouge, à la fin des années 1990. Il est instruit par Young Bleed et C-Loc puis se joint au groupe Concentration Camp, à l'âge de 14 ans en 1996. Le groupe se compose de Young Bleed, C-Loc, Happy Perez, Boo, Max Minelli, J-Von, Lee Tyme et Lucky Knuckles. Il débute finalement sur le cinquième album de C-Loc, It’s A Gamble en 2000 sous son vieux surnom Boosie, et sur le troisième album des Concentration, Camp III : Thug Brothas en 2000. Le départ de Young Bleed des Camp permet à Lil Boosie d'occuper le rôle principal du groupe. Avec C-Loc et Max Minelli, il devient l'une des « faces » des Camp.
À 17 ans, il enregistre son premier album, Youngest of da Camp (Camp Life Entertainment, 2000). L'album est produit par Happy Perez, et fait participer C-Loc, Max Minelli et Donkey. En 2001, il se joint à Trill Entertainment. Peu après, Trill publie indépendamment l'album For My Thugz sous son nouveau surnom Lil Boosie en 2002. L'album fait participer Pimp C, Young Bleed, Webbie. Il publie aussi une première mixtape intitulée Boosie 2002 (Advance) avec Max Minelli et Pimp C.

### Ghetto Stories,Gangsta Muziket Warner Bros. (2003–2005)
En fin d'été 2003, Boosie collabore avec Webbie sur l'album Ghetto Stories présenté par Pimp C. En 2004, le duo travaille sur la mixtape Trill Azz Mixtape Vol. 1 qui fait également participer Torrence « Bad Azz ». La même année, il publie Trill Azz Mixes II qui intronise Phat, plus tard connu sous le nom de Lil Phat. Il s'associe une nouvelle fois avec Webbie pour la publication de leur deuxième compilation Gangsta Musik. Il attire l'attention des représentants d'Universal Music Group. En 2004, Lil Boosie et South Coast Coalition publient Both Sides of the Track. Boosie publie aussi une mixtape intitulée Bad Ass qui contient des chansons comme Trill Shit et notamment I Smoke, I Drank des Body Head Bangerz en featuring avec Boosie et Young Bleed extraite de leur premier album Body Head Bangerz: Volume One.
Le 1er janvier 2005, Boosie s'associe avec le label Lava House Records pour publier l'album United We Stand, Divided We Fall. Il publie aussi Street Code avec Pat Lowrenzo. En 2005, Lil Boosie publie Bad Ass (Advance) pour la promotion de son nouvel album, Bad Azz. En fin janvier 2005, Boosie signe avec Warner Records.

### DeBad AzzàIncarcerated(2006–2012)
Au début de 2006, Trill publie Bad Ass Mixtape Vol.1 comme suite de Bad Ass (Advance). En 2006, le premier album de Boosie dans un label major, Bad Azz, est publié. Il contient le single Zoom en featuring avec Yung Joc. Un DVD Bad Azz suit par la suite, dans lequel le rappeur explique la mort de son père the rapper toxicomane et diabétique. Au début de décembre 2006, la mixtape Streetz Iz Mine est publiée par Lil Boosie et DJ Drama (Gangsta Grillz), en featuring avec Webbie. En 2007, Lil Boosie publie Bad Azz Mixtapes Vol. 2  avec Webbie qui participe à un remix de la chanson Wipe Me Down du rappeur Foxx. Il est inclus dans la compilation Trill Entertainment Presents: Survival of the Fittest publiée au label Trill Entertainment en 2007.
En 2008, Boosie publie Da Beginning Mixtape puis la mixtape 4th Of July Bash. En décembre 2008, Lil Boosie publie  Lil Boosie Presents: Da Click, qui fait participer Da Click (Hatch Boy, Locco, Quick et Bleek). En 2008, il participe à la chanson Independent de Webbie et à Out Here Grindin de DJ Khaled. En mars 2009, Boosie publie The Return of Mr. Wipe Me Down comme mixtape promotionnelle pour son second album chez un label major. The Runners et V-12 en sont les producteurs. Lil Boosie révèle une autre mixtape, Da Click: Street Kingz publiée le 14 juillet 2009. En 2009, Lil Boosie publie l'album Superbad: The Return of Boosie Bad Azz. Son premier single s'intitule Better Believe It, en featuring avec Webbie et Young Jeezy. Des vidéos promotionnelles comme I'm a Dog et Loose as a Goose sont publiées. Toujours en 2009, Lil Boosie présente son propre label, Bad Azz Entertainment dans lequel il publie l'album Thug Passion en 2009. En juillet 2009, Lil Boosie et Hurricane Chris publie une mixtape intitulée Category 7: Bad Azz Hurricane.
En 2010, Lil Boosie et C-Loc, son ancien CEO, publient la compilation Unbreakable. En 2010, Lil Boosie annonce son incarcération pour port d'armes à feu et possession de stupéfiants. Boosie publie son cinquième album, Incarcerated le 28 septembre 2010 au label Asylum Records. Selon MTV News, le projet est presque exclusivement produit par B.J. Webbie, Foxx et Lil Trill y participent. Lil Boosie publie Gone Til' December en 2010, une mixtape composée de nouvelles chansons. La mixtape The 25th Hour est publiée dans sa ville natale de Baton Rouge, en Louisiane – mais d'autres versions circulent sur Internet.

### Changement pour Boosie Badazz
En janvier 2013, Lil Boosie explique pendant sa période d'incarcération : « J'ai plus de 500 chansons en ce moment. J'ai l'impression que ce sont les meilleures que je n'ai jamais faites. Plus j'avance dans la vie, plus ça se sent de ma musique, et c'était de la folie ces trois dernières années. Je garde ma musique au plus près de moi. je dirais même pas que c'est du hip-hop. C'est du 'reality rap'. Le hip-hop peut te faire danser et tourner la tête, mais ça ne peut pas autant nous faire pleurer que le reality rap. »
En 2013, Jeff Weiss, rédacteur chez Rolling Stone, rapporte l'éventuelle libération de Boosie dans les cinq mois qui suivent. Le 10 mars 2014, Boosie s'exprime pour la première fois en public après sa libération. Lors d'une conférence de presse, il annonce sa signature au label Atlantic Records. Son premier single s'intitule Show da World avec Webbie. Lil Boosie participe aux chansons Wuda Cuda Shuda de 2 Chainz, Beat Up the Block de Dorrough Music, Face Down de DJ Mustard, Beez Like de Young Jeezy, Jet Fuel de T.I., et Made Me (remix) de Snootie Wild.
En octobre 2014, Boosie change de nom pour Boosie Badazz, et explique en mai 2015 au magazine Noisey : « J'en avais marre des gens qui me disait 'alors comment ça va Lil (petit) Boosie ?' Non, j'ai grandi. Maintenant c'est monsieur ! Je suis Boosie Badazz. Je suis un père, un homme. Faut vous y faire putain ! Voilà ce que je ressens... Aujourd'hui quand les gens me voient, c'est plus Badazz que Boosie, alors je reste sur Boosie Badazz. »

### Touchdown 2 Cause HelletLife After Deathrow(depuis 2014)
En avril 2014, Boosie annonce son sixième album Touchdown 2 Cause Hell pour le 15 juillet 2014, mais la date est repoussée jusqu'au 23 septembre 2014. L'album sera une nouvelle fois repoussée, jusqu'à ce que la liste des titres officielle ne soit annoncée en plus d'une nouvelle date de sortie, le 22 avril 2015. L'album contient 17 nouvelles chansons qui font participer Rich Homie Quan sur le single Like a Man, Webbie sur le street single On That Level et Chris Brown, Rick Ross, T.I. et Keyshia Cole.
Le 30 octobre 2014, Lil Boosie publie sa première mixtape depuis sa libération intitulée Life After Deathrow, en featuring avec Yo Gotti, Trey Songz, LIV et Shy Glizzy.

## Affaires judiciaires

### Possession de stupéfiants
Le 22 octobre 2008, Boosie est arrêté après que les adjoints du shérif d'East Bâton-Rouge shérif ont trouvé de la marijuana, une autre substance non identifiée et une arme à feu dans la voiture du rappeur. Boosie plaide coupable à l'accusation de possession de marijuana le 22 septembre 2009, et est condamné à deux ans de prison le lendemain. Le 10 novembre 2009, le juge James Moore double sa peine, après que Boosie ait violé sa probation en attendant la sentence. Entre son arrestation et sa condamnation, Boosie est placé sous surveillance électronique et en résidence surveillée.

### Accusation de meurtre
Le 17 juin 2010, Lil' Boosie est inculpé par le gouvernement fédéral du meurtre au premier degré de Terry Boyd. Il est également inculpé pour trois autres délits : un au titre de possession avec l'intention de distribuer des stupéfiants (codéine, ecstasy et marijuana), et deux autres avec accusation de complot en vue d'introduire de la contrebande dans un établissement pénitentiaire. Il déclare être innocent de ces accusations. S'il est reconnu coupable, Lil' Boosie risque la peine de mort. Les procureurs déclarent penser que le rappeur pourrait être impliqué dans au moins cinq autres meurtres. Le 28 juin 2010, Lil' Boosie plaide non coupable devant la cour de Louisiane. La défense de Boosie déclare que bien que le rappeur ait plusieurs affaires en cours, il n'est pas un meurtrier. Le 29 novembre 2011, Hatch est condamné à huit ans de prison d’État, après avoir plaidé coupable aux accusations de possession de drogue. Le 11 mai 2012, un jury déclare Hatch non coupable à l'accusation de meurtre au premier degré. Le 19 décembre 2013, une dépêche annonce sa sortie de prison pour le 18 août 2014. Cependant, le frère et manager de Boosie révèle que la date est avancée pour février 2014,. Il est libéré le 5 mars 2014 sur parole jusqu'en 2018.

### Possession d'armes à feu
Le 6 mai 2023, Boosie a été arrêté à San Diego après avoir été découvert comme étant un criminel en possession illégale d'une arme à feu après avoir été arrêté par la police pour une infraction au code de la route. L'accusation de possession illégale d'arme à feu portée contre lui ait été rejetée.
Le 14 juillet 2023, Boosie a été arrêté pour des accusations supplémentaires de possession illégale d'arme à feu devant un palais de justice de San Diego. Le 21 juillet 2023, un juge magistrat a ordonné la libération de Boosie sous caution de 50 000 $.
Le 18 juillet 2024, moins de deux semaines après l'abandon des autres accusations, Boosie a été inculpé de possession illégale d'armes à feu, dont une pour commerce interétatique en tant que criminel condamné et une autre pour possession sciemment d'une arme à feu tout en utilisant des substances contrôlées. Pour la possession d'armes à feu liée à la drogue, Boosie risque jusqu'à 10 ans de prison.

## Discographie

### Albums studio
- 2000 : Youngest of da Camp
- 2002 : For My Thugz
- 2006 : Bad Azz
- 2009 : Superbad: The Return of Boosie Badazz
- 2010 : Incarcerated
- 2015 : Touch Down 2 Cause Hell
- 2017 : BooPac

### Mixtapes
- Janvier 2016 : In My Feelings. (Goin' Thru It)
- Février 2016 : Out My Feelings In My Past
- Mars 2016 : Thug Talk
- Mai 2016 : Bleek Mode (Thug in Peace Lil Bleek)
- Novembre 2016 : Happy Thanksgiving & Merry Christmas

### Albums collaboratifs
- 2003 : Ghetto Stories (avec Webbie)
- 2004 : Gangsta Musik (avec Webbie)
- 2007 : Trill Entertainment Presents: Survival of the Fittest (avec Foxx, Webbie & Trill Fam)
- 2010 : Trill Entertainment Presents: All or Nothing (avec Foxx, Webbie & Trill Fam)
- 2016 : Penitentiary Chances (avec C-Murder)